# Madonna col Bambino tra due angeli musicanti
La Madonna col Bambino tra due angeli musicanti è un dipinto a olio su tavola (20x16,3 cm) di Correggio, databile al 1515-1516 circa e conservato nella Galleria degli Uffizi di Firenze.

## Storia
Sul retro della tavola si trova un monogramma seicentesco delle gallerie granducali fiorentine, sebbene con un numero d'identificazione (il "2523") non presente in nessun elenco di opere. L'opera, sebbene non chiaramente rintracciabile negli inventari settecenteschi, faceva probabilmente parte di quel gruppo di lavori che Anna Maria Luisa de' Medici portò con sé a Düsseldorf sposandosi nel 1691 con l'Elettore Palatino Giovanni Guglielmo e che dopo la morte di quest'ultimo, nel 1717, furono riportate a Firenze. Una prima menzione ufficiale si registra nell'inventario delle Gallerie fiorentine del 1798, esposto nella Sala dei Maestri Italiani, dove rimase fino alla metà del Novecento. Numerose richieste di trarne copie, a partire dal XVIII secolo, ne documentano la popolarità. Già assegnato a Tiziano, fu attribuito al giovane Correggio da Giovanni Morelli, seguito dalla critica successiva, che ne evidenziò "la minuziosa esecuzione tecnica ed i colori chiari e brillanti".
Per quanto riguarda la datazione, le ipotesi più frequenti legano la tavoletta ai primi anni di attività, ma forse su tali valutazioni ha gravato il piccolo formato e l'impianto compositivo semplice, quasi "naif". Altre considerazioni, come la varietà e la capacità di gestire l'illuminazione, oltre alla stesura morbida del colore, farebbero invece pensare al 1514-1515 circa.

## Descrizione e stile
L'opera ha una struttura arcaizzante, con la Madonna seduta col Bambino in grembo tra due angeli musicanti, immersa in un paradisisaco fondo dorato tra un gloria di serafini. Le figure sono però trattate in maniera realistica, con Gesù che si sporge verso l'angelo di destra, suonante una viola, che si piega lasciando il proprio volto in ombra, una posa che ricorda uno dei personaggi del Concerto campestre di Tiziano o Giorgione. Notevole è la sensibilità luminosa, con alcuni dettagli in controluce, come la manica ell'angelo di destra o l'ala di quello di sinistra, coperta dall'ombra di Maria.